# Giovanni Querini
Giovanni Querini (Venezia, ... – dopo l'8 febbraio 1257) è stato un arcivescovo cattolico italiano.

## Biografia
Membro della "Ca' Granda", la principale linea dei patrizi Querini, era figlio di Romeo e di una Richelda che forse apparteneva alla stessa casata.
Sulla scia dello zio Leonardo, che aveva intrapreso una fortunata carriera ecclesiastica sino ad assumere la guida del patriarcato di Grado, venne eletto da papa Innocenzo IV arcivescovo di Candia prima del 1252. Non prese però possesso della diocesi, in quanto già poco tempo dopo, il 17 agosto 1252, il pontefice lo collocava sulla cattedra di Ferrara rimasta vacante dopo il trasferimento di Filippo Fontana a Firenze.
Fu in piena sintonia con gli Estensi e in particolare con Beatrice II, figlia di Azzo VII. Ne assecondò le intenzioni quando questa volle fondare un monastero benedettino, prendendo ella stessa i voti, presso la chiesa di Santo Stefano alla rotta di Focomorto (25 giugno 1254). Sostenne inoltre la carriera ecclesiastica di Federico dei conti di San Martino, confermando la sua nomina, da parte dei canonici della cattedrale, ad arciprete di Ferrara (6 dicembre 1256).
Fu in stretto rapporto con papa Alessandro IV, il quale lo incaricò di dirimere la vertenza sorta attorno all'abbazia di Sant'Ilario la quale, semiabbandonata e priva di abate, era stata assegnata a vita al patriarca di Grado Angelo contro il parere di alcuni cenobiti.
Grazie al suo ruolo, favorì il radicamento degli interessi della sua famiglia nel Ferrarese. Il 14 novembre 1255 fu infatti presente alla vendita di tutte le terre e le valli comprese nel Polesine di Papozze da parte di Tebaldino detto Papozzo ai suoi fratelli Marco, Matteo, Tommaso, Jacopo e Filippo Querini.